# 氣候變化科學史

19世紀愛爾蘭物理學家約翰·丁達爾所設計的分光光度測試儀，用以測試管中不同氣體吸收及輸出紅外線的能力。（繪於1861年）。

氣候變化科學史（英語：History of climate change science）始於19世紀初，當時人們首次懷疑冰河時期和古氣候學中其他自然變化的歸因，並首次確定有自然發生的溫室效應。到19世紀後期，科學家首先提出人類排放溫室氣體可能會改變地球能量收支和氣候。許多其他氣候變化理論也被提出，包括有火山作用和太陽週期等活動。直到1960年代，二氧化碳是導致地球變暖的證據變得越來越明顯。有些科學家還指出人類各式活動產生的大氣氣膠具有降溫效果。
在20世紀70年代，科學觀點越能支持地球變暖的觀點。到1990年代，由於電腦模擬的精確度提高，加上檢測工作證實米蘭科維奇循環與冰河時期理論間的相關性，一個共識形成：溫室氣體是深度影響大多數氣候變化的因素，人為排放這類氣體正導致明顯的全球變暖。從20世紀90年代起，對氣候變化的科學研究加入多個學科，並不斷擴大。研究擴展世人對因果關係的理解、與歷史數據的聯繫以及衡量和模擬氣候變化的能力。聯合國政府間氣候變化專門委員會（IPCC）發表的評估報告中包含有這一時期的研究總結。
從廣義上講，所謂氣候變化是涵蓋幾十年到數百萬年期間，天氣模式中重大而持久變化的統計分佈。它是平均天氣條件或圍繞平均條件的天氣分佈的變化（例如更多或更少的極端天氣事件）。氣候變化受到多種因素引發，包括海洋過程（如洋流循環）、生物過程（如植物）、太陽輻射變化、板塊構造移動和火山爆發，以及人類引起的自然界變動。前述影響中的最後一個目前正導致全球變暖，而“氣候變化”通常被用來描述特別是由人類造成的影響。

## 20世紀之前

### 區域變化，從遠古到19世紀
人們自古以來就懷疑一個地區的氣候會在幾個世紀內發生變化。例如公元前4世紀，古希臘哲學家亞里斯多德的學生泰奧弗拉斯托斯講述當沼澤地經排水後，會讓特定地區更容易結冰，並推測當砍伐森林讓土地暴露在陽光下時，當地會變得更暖和。公元前1世紀，古羅馬文學家兼古羅馬建築家維特魯威撰寫有關氣候與住宅建築的關係，以及如何選擇城市地點的文章。 文藝復興時期的歐洲和後來的學者發現自古以來，因森林砍伐、灌溉和放牧活動，已在地中海周圍的土地產生改變，他們認為這些人為干預會對當地天氣產生影響是合理的說法。中國北宋學者、政治家沈括在1088年其撰寫的著作《夢溪筆談》中，敘明因曾在乾旱氣候帶的兗州（今中國山東省及河南省間的區域）北部發現地下保存著古老的石化竹子，而倡導當地在數百年的時間內發生氣候漸變學說，在現代遠離中國溫暖濕潤氣候地區的陝西省延安市，仍生長有竹子。
在18和19世紀，北美洲東部多處土地由森林轉變為農田，讓當地人可在其有生之年見證到明顯的變化。從19世紀初開始，許多人認為這種轉變已改變當地的氣候，可能會變得更好。當那些被稱為“草原破壞者（sodbusters）”的農民佔據北美大平原時，他們抱持“耕種帶來雨量”的信念。但其他專家不同意，一些人認為森林砍伐導致雨水迅速流失，以及洪水氾濫，甚至會導致降雨量減少。歐洲學者認為，“高加索人種”居住的溫帶是天然有利於文明的傳播，並提出古代近東的東方人漫不經心，將其曾繁茂的土地變成貧瘠的沙漠。
與此同時，幾個國家氣象機構已開始彙集大量可靠的溫度、降雨量等觀測資料。對這些數字做分析時，會發現其中有許多上升和下降，但並無穩定的長期變化。在19世紀末之前的科學觀點是堅決反對任何關於人類會影響到氣候的想法。無論各地的影響為何，很少有人會想到人類會影響到整個地球的氣候。

### 古氣候變化及歸因理論 - 19世紀

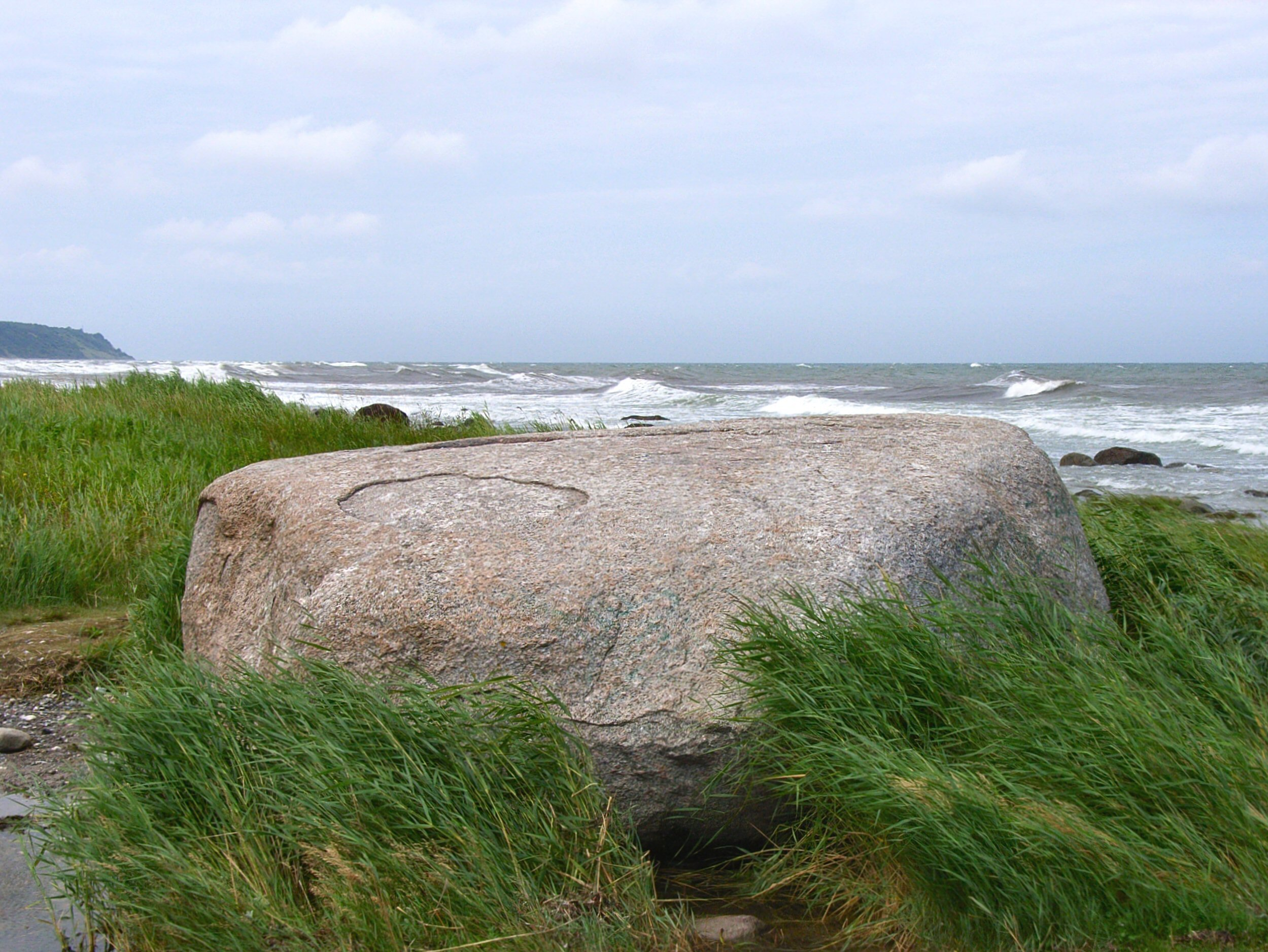
這種遠離現存冰河，稱為漂礫的巨石，讓地質學家相信是由現已不存在的遠古冰河攜帶而來。

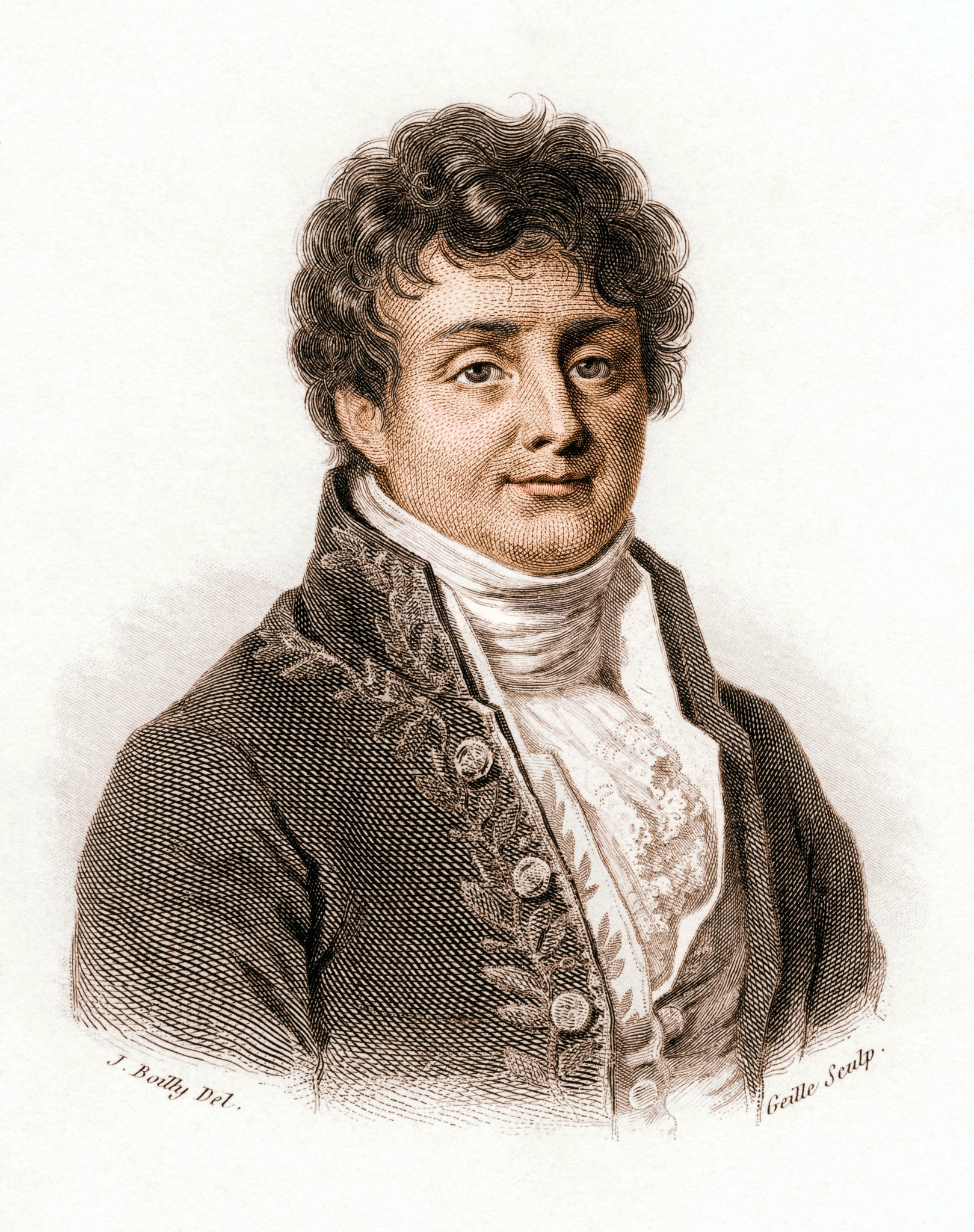
約瑟夫·傅立葉

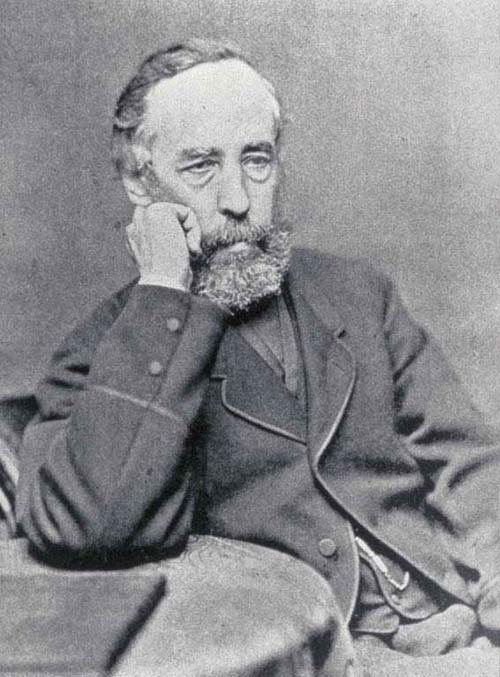
詹姆斯·克羅爾

從17世紀中葉開始，博物學家試圖將自然哲學中的機械理論與神學調和，最初是依據厄謝爾年表（根據聖經記載及曆法考證）的時間尺度。到18世紀後期，有越來越多的人接受有史前時代的事實。地質學家發現一系列隨著氣候變化而形成的地質年代證據。對這些變化有各種相互競爭的理論。法國博物學家布豐提出，最初的地球是個熾熱的球體，並在逐漸冷卻。蘇格蘭地質學家詹姆斯·赫頓的巨大周期循環變化思想（後被稱為均變論），他是在現代溫暖的地方發現當地曾有過冰河活動跡象的人士之一。
1815年，一位瑞士籍的木匠讓-皮埃爾·佩羅丹首次描述冰河可能是攜帶巨石進入高山山谷中的原因。當他在名為Val de Bagnes的地方徒步旅行時，注意到散落在狹窄山谷四周的巨大花崗岩岩石。他知道要搬動這麼大的石頭需要非同一般的巨大力量。他還注意到留在陸地上由冰河產生的軌跡，他的結論是這些巨石是由冰河帶來的。
讓-皮埃爾·佩羅丹的想法最初令人難以置信。德國-瑞士地質學家讓·德·夏彭蒂埃寫道：“我發現佩羅丹的假設如此非凡，甚至是如此誇張，讓我認為不值得研究，甚至是連考慮都不值得。”儘管佩羅丹的假設最初遭到夏彭蒂埃排斥，最終還是讓瑞士冰河學家伊格納茲·威尼茲信服，認為值得研究。威尼茲說服夏彭蒂埃，夏彭蒂埃又說服有影響力的瑞士裔美國籍科學家路易·阿加西，確定這種冰河理論有其價值。
阿加西發展一個他稱之為“冰河時期”的理論 - 當時冰河覆蓋歐洲和北美洲大部分地區。阿加西在1837年成為第一個以科學方式提出地球曾經歷過冰河時期的人。英國神學家及地質學家威廉·布克蘭曾是洪水地質學（後被稱為災變論）的主要支持者，這種理論把凌亂分佈的巨石和其他稱為“（諾亞時代）洪積層”解釋為聖經中洪水的遺跡，而遭到英國地質學家查爾斯·萊爾所持均變論的強烈反對，布克蘭和其類似地質學家逐漸把災變論拋棄。布克蘭於1838年10月與阿加西前往阿爾卑斯山實地考察，終於相信在英國的某些特徵是由冰川作用所造成，布克蘭和萊爾都強烈支持冰河時期理論（此理論在1870年代受到廣泛支持）。
在冰河時期的概念被提出之前，法國數學家及物理學家約瑟夫·傅立葉於1824年根據物理學推斷，由於地球有大氣層，會讓地球比在真空狀態下更為溫暖。傅里葉認識到大氣層可有效將可見光波傳輸到地球表面。隨後地球吸收可見光並發出紅外線輻射作為響應，但大氣層無法有效傳輸紅外線，因而導致地表溫度增加。他還懷疑人類活動可能會影響輻射平衡和地球氣候，但他主要關注的是土地利用的變化。傅里葉在1827年的一篇論文中指出，
人類社會的建立和進步，加上自然力的作用，可在廣大地區顯著把地表狀態、水的分佈以及巨大空氣運動改變。經歷過許多世紀後，這種影響能夠導致平均氣溫變化，因為解析表達式包含有與地表狀態相關的係數，這係數會在溫度上產生很大的影響。
傅立葉的研究的基礎來自之前的發現：法國物理學家埃德姆·馬略特於1681年注意到玻璃雖然可讓陽光透過，但會阻擋熱輻射。瑞士博物學家奧拉斯-貝內迪克特·德索敘爾在大約1774年顯示不發光的溫暖物體會發出紅外線熱量，他並使用玻璃蓋絕緣盒來捕獲和測量來自陽光的熱量。
法國物理學家克勞德·普利特於1838年提出，水蒸氣和二氧化碳可能會捕獲紅外線並讓大氣變暖，但當時仍沒實驗證據來顯示這些氣體會從熱輻射中吸收熱量。
1856年，美國女性科學家及發明家尤尼斯·牛頓·富特研究陽光對不同氣體的變暖效應，她把裝了氣體的玻璃管暴露在陽光下做實驗。太陽對壓縮空氣的升溫作用大於對抽掉空氣的玻璃管，對潮濕空氣的影響大於對乾燥空氣的。“第三，我發現太陽光對二氧化碳發揮的影響最大。”她說 “大氣中有二氧化碳，應該會把地球的溫度升得很高。如果假設將來的大氣中混入比現在更多的二氧化碳，這種氣體的作用以及增加的重量必然導致溫度升高。”美國科學家約瑟·亨利教授於1856年8月在美國科學促進會會議中介紹富特女士的發現，由在場的記者大衛·埃姆斯·威爾斯撰寫為簡短報告。富特女士的論文於當年較晚時在科學期刊美國科學與藝術雜誌上發表。當時很少有人注意到，直到21世紀才被重新發現。
直到1859年，愛爾蘭物理學家約翰·丁達爾將傅立葉的研究往前推進一步，他建造一個裝置來研究不同氣體對紅外線輻射的吸收。他發現水蒸氣、甲烷 (CH4) 等碳氫化合物和二氧化碳 (CO2) 會強烈阻擋輻射。他明白如果沒這些氣體，地球將會迅速凍結。
有些科學家認為冰河時期和其他重大氣候變化是由於火山作用產生的氣體量排放所致。但這只是眾多可能原因之一。另一個明顯的可能性是太陽週期的結果。洋流的變化也可用來解釋許多氣候變化的原因。對於歷時數百萬年的變化，如山脈的升高和降低會改變風和洋流的模式。或者也許某個大陸的氣候根本沒改變，但由於真正極移（北極會移動到赤道所在的位置或類似處）而會變得更暖或更冷。同時出現的氣候理論有幾十種。
例如在19世紀中葉，蘇格蘭籍科學家詹姆斯·克羅爾發表關於太陽、月球和行星的引力如何微妙影響到地球的運動和方向的計算方式。地球自轉軸的傾角及其繞太陽軌道的形狀在持續數萬年的周期內緩慢振盪。在某些時期，北半球冬季的日照會比其他時期略少。降雪因此聚集，反射陽光並導致自我維持的冰河時期發生。但大多數科學家發現克羅爾的想法，以及所有其他氣候變化理論，均無法令人信服。

### 首次計算溫室效應，1896年
在1890年代後期，美國天文學及物理學家塞繆爾·蘭利和美國天文學家法蘭克·W·維利嘗試通過測量離開月球並到達地球的紅外線輻射來確定月球表面溫度。當科學家進行測量時，月球在天空中的角度決定月球輻射必須穿過多少地球大氣中二氧化碳和水蒸氣才能到達地表，而導致當月球在低空時，所測量到的紅外線輻射較弱（因角度關係，需穿過較多的大氣層抵達地表）。鑑於科學家對紅外輻射吸收已有數十年的了解，這一結果並不令人意外。
在1896年，瑞典化學家斯萬特·奧古斯特·阿瑞尼斯採用蘭利對紅外線吸收增加的觀察結果，月球射線以低角度穿過大氣層（會經過更多的二氧化碳） ，以估計未來減少二氧化碳後，對大氣的冷卻效果。他意識到較冷的大氣會含有較少的水蒸氣（另一種溫室氣體），將此額外的冷卻效果加以計算。他還意識到降溫會增加高緯度地區的冰雪覆蓋，讓地球反射更多陽光，而會進一步降溫，與詹姆斯·克羅爾所假設的相同。總體而言，阿瑞尼斯計算出將大氣中二氧化碳減半就足以產生一個冰河時期。他進一步計算出，如果大氣中的二氧化碳濃度增加一倍，地球溫度將升高5-6°C。
此外，阿瑞尼斯的同事阿威德· 霍格泵（阿瑞尼斯於1896年發表的研究《關於空氣中碳酸對地球溫度的影響》中曾大量引用霍格泵的研究結果）一直試圖把自然來源的二氧化碳予以量化 ，以了解全球的碳循環。 霍格泵發現在1890年代由工業來源（主要是燃燒煤碳）的二氧化碳產量已與自然來源相當。阿瑞尼斯注意這種人類排放的碳最終會導致正的地球能量收支發生（而導致地球變暖）。但由於1896年全球二氧化碳的產生率相對較低，他的結論是發生變暖需歷經數千年，並預計此現象將對人類有益。到1908年，由於全球化石燃料使用率不斷增加，他將此預測修改為只需要數百年，並且此現象在其有生之年均將對人類有益。 
美國地質學家托馬斯·克勞德爾·張柏林於1899年詳細提出氣候變化會由大氣中二氧化碳濃度的變化引起的觀點。張伯林在他當年發表的著作《試圖在大氣基礎上構建冰期成因的工作假設》中寫道：
以前提倡的大氣假說 - 冰河時期可能是由於大氣中二氧化碳含量變化引起的一般學說 - 並不新鮮。約翰·丁達爾在半個世紀前就曾倡導這個概念，此後其他人也持續在倡導。而最近阿瑞尼斯博士更是有效的提倡這一點，比他的前輩更邁出一大步，將其結論簡化為由觀察數據中推導出來的確定數字項目。 ..二氧化碳的作用。經由丁德爾、Lecher博士及其同事Pretner、J.S. Keller、Roentgen教授和阿瑞尼斯的研究顯示大氣中的二氧化碳和水蒸氣具有顯著的吸收和暫時保留熱射線的能力，而氧氣、氮氣和大氣中的氬氣僅具有微弱的能力。因此，二氧化碳和水蒸氣的作用是吸收熱量並覆蓋地球。 .. 大氣中二氧化碳和水的數量大幅增加或減少的一般結果可歸納如下：
- a. 增加後會導致吸收更多太陽輻射能量，升高平均溫度，而減少後則會降低平均溫度。阿瑞尼斯博士根據蘭利教授觀察結果而作詳盡數學討論，得出的估計是二氧化碳含量增加為目前含量的兩倍或三倍，就會讓地表平均溫度升高8°C或9°C，並會帶來類似於第三紀中期盛行的溫和氣候。另一方面，如果大氣中的二氧化碳含量減少到當前含量的55%到62%，地表平均溫度將降低4°C或5°C，而導致類似更新世時期的氣候。

- b.大氣中二氧化碳含量增加和減少的第二個影響是，一方面是地表溫度的均衡，或另一方面是它們的差異化均衡。地表的溫度隨緯度、海拔高度、陸地和水的分佈、晝夜、季節以及其他一些可被忽略的因素而變化。據推測，大氣吸收熱量增加會將溫度平衡，並會消除伴隨這些偶然情況的變化。相對的，大氣吸收熱量減少，往往會加劇所有變化。溫差加劇的次要影響是為恢復平衡而增加大氣運動。增加的大氣運動（必然是對流）將較暖的空氣帶到大氣頂層，促進熱量排放，而將主要影響加劇。 ...

在輸出射線的情況下，會比在輸入射線所吸收的比例要大得多，因為輸出涉及主要是長波射線，阿瑞尼斯製作的表格顯示在高緯度地區，吸收會隨著碳酸含量的增加而增加，高於在低緯度地區所發生的。例如當前碳酸含量增加兩倍時，在北緯60°和70°之間區域的溫度會比赤道升高多出21.5%。
現在有必要指派能在某些時候以高於正常增加速度，從大氣中去除二氧化碳的機制，有時這樣做會產生冰河作用。另一方面，能在某些其他時間將其恢復到足以產生溫和氣候的大氣。
在冰河時期的後期，溫度開始升高時，會促進解離，海洋會以更快的速度釋放二氧化碳，有助於加速氣候改善。
對存於不同地質時期的生命進行研究，顯示出生命物質的總質量似乎有非常顯著的波動。可肯定的是陸地和海洋的生命之間存在一種相互關係，因此當後者在大陸平台上延伸並大幅增加時，前者則會縮小，縱然如此，似乎很清楚的是陸地和海洋的總和生命活動在各個世代均有顯著的波動。據信在總體上，它在海洋擴張和溫和氣候時期的數量最大，而在發生破壞和氣候變化增強時期最小。然後，該因素與先前提到的碳酸釋放發生相反的作用，並且會有抵消其影響的傾向。
在海洋擴張和陸地縮減的時期（特別是在達到基準面時期），居住在淺水，會分泌石灰成分生物的棲息地同時擴大，讓釋放二氧化碳的機制加速活動，海洋因溫度升高，進一步增加離解，而降低吸收二氧化碳的能力。同時因土地面積減少，矽酸鹽原始分解和石灰石和白雲石溶液中的二氧化碳消耗量都較低。
導致往復機制再次結合，而是增加空氣中的二氧化碳。這些都是重要及必要的因素。它們會由已提到的幾個附屬機制修改，但這些機制的數量被認為不足以防止大氣結構發生甚為顯著的波動。

因此根據推測，地質史中曾出現過截然不同氣候事件的交替，一方面是幾乎全球都是一致的氣候溫和、平穩、潮濕的時期。另一方面則是出現極度乾旱和降水、極熱和極冷的時期，而出現鹽和石膏沉積物、陸地礫岩、紅色砂岩和頁岩、長石沉積物，偶爾會在低緯度地區出現冰河。
描述這種變暖過程的術語“溫室效應（greenhouse effect）”是由瑞典氣候學家Nils Gustaf Ekholm於1901年引入。

## 20世紀之後

### 古氣候與太陽黑子，1900年代初到1950年代
阿瑞尼斯的演算引發爭議，甚至進入一場有關大氣變化是否導致冰河時期的更大辯論。在實驗室中測量紅外吸收的實驗似乎顯示二氧化碳含量增加後，導致的差異很小，並且還發現二氧化碳吸收與水蒸氣吸收之間有顯著重疊，所有這些都顯示增加二氧化碳排放量對氣候的影響很小。這些早期實驗後來被發現是當時採用的儀器有不夠精準的問題。許多科學家還認為海洋會迅速吸收多餘的二氧化碳。
其他關於氣候變化原因的理論的表現也乏善可陳。主要進步是發生在觀測古氣候學方面，因為地質學中不同領域的學者都想出揭示古代氣候的方法。 美國地質學家威爾莫特·H·布拉德利在1929年發現每年沈積在湖床上的季候泥可顯示出氣候週期。美國天文學家安德魯·埃利科特·道格拉斯發現樹木年輪中存有強烈的氣候變化跡象 - 他注意到在乾旱年份中的年輪會較薄，他也報告太陽變化對氣候的影響，特別是與德裔英國天文學家威廉·赫雪爾和其他人之前注意到的17世紀太陽黑子稀少（蒙德極小期）有關。但其他科學家則找出充分理由，懷疑樹木年輪除能揭示隨機區域變化之外，尚能提供任何信息。樹木年輪對氣候研究的價值到1960年代才能牢固確立。
在整個1930年代裡，最堅定倡導太陽-氣候聯繫的是美國天體物理學家查理斯·艾博特。他在1920年代初期得到結論，認為太陽常數中的“常數”的命名有誤：根據他的觀察，其實有巨大的變化，他將其與太陽表面出現的太陽黑子作聯繫。他和其他一些人到1960年代仍持續研究這個議題，堅信太陽黑子的變化是氣候變化的主要原因。而其他科學家則持懷疑態度。但嘗試把太陽週期與氣候週期聯繫起來的思維在1920年代和1930年代很流行。有聲譽卓著的科學家宣布其間的相關性，並堅信這些相關性可靠到可做出預測。但每個預測都以失敗收場，讓此主題聲名狼藉。

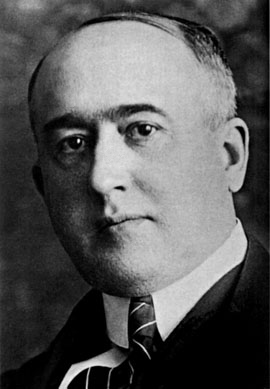
米盧廷·米蘭科維奇

與此同時，塞爾維亞籍科學家米盧廷·米蘭科維奇以克羅爾的理論為基礎，改進隨著太陽和月亮逐漸擾動地球軌道，因此改變太陽輻射距離和角度的繁瑣計算。對季候泥（在湖底的泥漿）的一些觀察結果與其建立，與持續約21,000年的米蘭科維奇循環的預測相符。但大多數地質學家駁斥這項天文理論。因為他們無法將米蘭科維奇的時間安排與公認的序列相匹配，而此序列只包含四個冰河時期，且每個都超過21,000年甚多。
英國工程師Guy Stewart Callendar於1938年試圖重新導入阿瑞尼斯的溫室效應理論。 Callendar提供的證據顯示在過去的半個世紀裡，大氣中的溫度和 二氧化碳水平都在上升，他認為較新的光譜測量顯示這種氣體能有效吸收大氣中的紅外線。但大多數科學觀點繼續質疑或忽視溫室效應理論。

### 日益受到關注，1950年代至1960年代

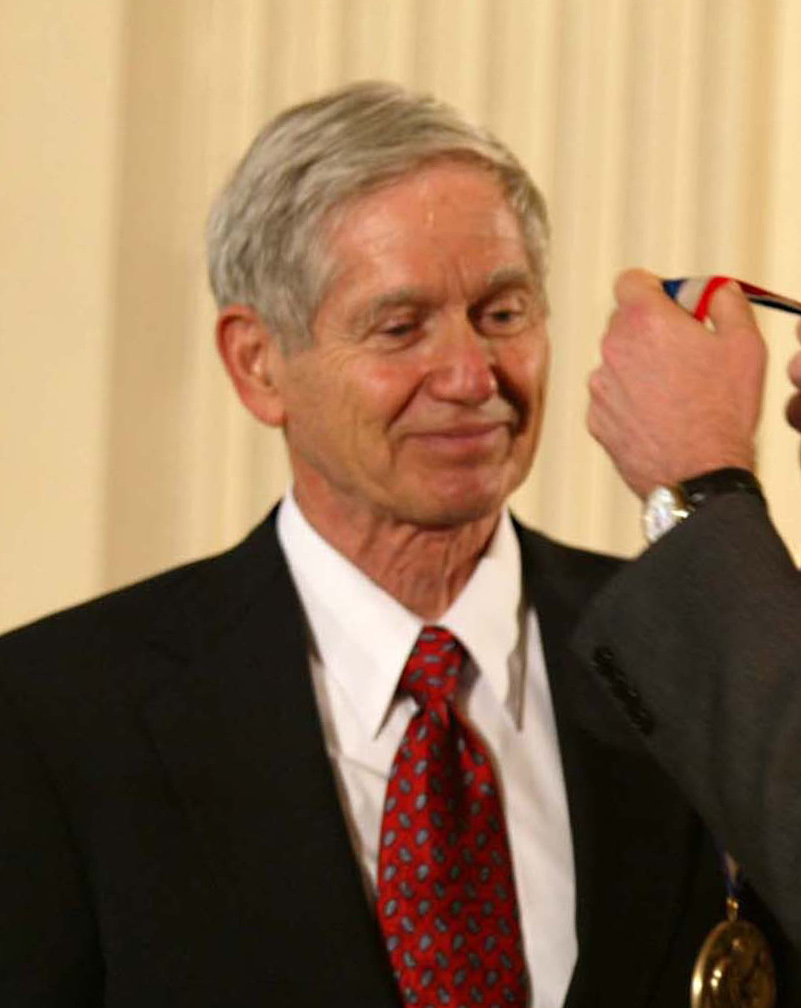
查爾斯·大衛·基林接受布希總統頒發的美國國家科學獎章（2001年）。

在1950年代製作更精確的光譜顯示二氧化碳與水蒸氣在吸收方面並未完全重疊。氣候學家還意識到高層大氣中幾乎沒水蒸氣。這兩項發展都顯示二氧化碳的溫室效應不會被水蒸氣所掩蓋。
1955年，奧地利裔美國籍物理化學家漢斯·蘇斯在1955年對碳-14同位素分析，顯示由化石燃料釋放的二氧化碳不會立即被海洋吸收。1957年，由於科學界對海洋化學有更好的理解，導致美國學者Roger Revelle意識到海洋表層吸收二氧化碳的能力有限，他還預測大氣中二氧化碳水平將會上升，此預測後來由美國科學家查爾斯·大衛·基林證實。到20世紀50年代後期，有越來越多的科學家認為二氧化碳排放可能是個問題，一些人在1959年預測，二氧化碳排放量到2000年將增加25%，而可能會對氣候產生“根本性”影響。 在1959年由美國石油學會和哥倫比亞商學院籌辦的美國石油工業百年慶典上，猶太裔美國籍理論物理學家愛德華·泰勒說：“根據計算，對應於二氧化碳增加10%而產生的氣溫升高就足以融化冰蓋，把紐約市淹沒。......目前大氣中的二氧化碳比正常情況已升高2%。如果我們繼續以指數型增加方式使用純傳統燃料，到1970年，大氣中二氧化碳含量可能會比正常情況升高4%，到1980年，可能會升高8%，到1990年則會升高16%。”查爾斯·戴維·基林在1960年證明大氣中的二氧化碳濃度實際上正在上升。隨著這種基林曲線式的上升，關注度也逐年隨之上升。
氣候變化本質中的另一個線索在20世紀60年代中期出現，來自義大利裔美國籍地質學家Cesare Emiliani對深海岩芯的分析以及美國地球化學家Wallace Broecker及其合作者對古珊瑚的分析。他們發現的是地球並非只有4個漫長的冰河時期，而是大量按規則順序排列，期間較短的冰河時期。冰河時期的時間似乎是由米蘭科維奇循環的小型軌道移動所決定。此假說仍存有爭議，但一些人開始認為氣候系統對微小變化很敏感，會立即從穩定狀態轉變為另一種狀態。
與此同時，科學家們開始使用電腦開發更複雜的阿瑞尼斯演算版本。 日本裔美國籍氣象學家真鍋淑郎和氣候學家理查德·韋瑟拉德（Richard Wetherald）利用電腦在吸收曲線進行數值積分的能力，在1967年首次對包含對流的溫室效應進行詳細計算（“Manabe-Wetherald一維輻射對流模型”）。他們發現在沒有雲層變化等未知反饋的情況下，二氧化碳從當前水平增加一倍將導致全球溫度升高約2°C。真鍋淑郎由於這項研究（及相關工作）而與其他科學家共同分享2021年諾貝爾物理學獎。
到1960年代，氣膠污染（“煙霧”）已成為許多城市的嚴重問題，一些科學家開始考慮懸浮微粒污染的降溫效果是否會對全球溫度產生影響。科學家們不確定氣膠污染的冷卻效應或是溫室氣體排放的變暖效應，哪一種有較高的主導力量，但無論如何，他們開始懷疑人類排放的氣體可能會在21世紀，或是更早，產生破壞氣候的效果。美國生態學家保羅·R·埃利希在其參與著作，於1968年出版的《人口炸彈》一書中寫道，“現在溫室效應因大氣中二氧化碳的大幅增加而加劇……[這]又被被低層的凝結尾跡、灰塵、和其他污染物冷卻效果抵銷……這種將大氣當作垃圾場的行為，我們目前尚無法預測會產生如何的總體氣候結果。”
從1938年開始建立的全球溫度記錄的工作在1963年達到頂峰，當時美國氣候學家J·莫瑞·米切爾提出第一份最新的溫度重建結果。他的研究包含來自200多個氣象站的數據（由世界天氣記錄（World Weather Records）資料庫收集），用於計算地球緯度的平均溫度。米切爾在他的演講中表明全球氣溫從1880年開始穩步上升，直到1940年。而後出現長達數十年的降溫趨勢。米切爾的工作促成科學界全面接受可能的全球變冷趨勢。
美國總統林登·詹森的科學顧問委員會於1965年發表具有里程碑意義的報告“恢復我們的環境品質（Restoring the Quality of Our Environment）”，就燃燒化石燃料而排放的有害影響發出警告：
遺留在大氣中的部分可能會對氣候產生重大影響，二氧化碳在可見光下幾乎是透明的，但它具有強大的紅外線輻射吸收力和反射力，特別是針對波長在12至18微米的部分，因此大氣中二氧化碳的增加會像溫室玻璃牆一樣，有提高低層空氣溫度的作用。 
科學顧問委員會採用的是最近可用的全球溫度狀態和查爾斯·戴維·基林及其同事的二氧化碳數據而取得結論。他們稱大氣中二氧化碳含量的上升是直接由燃燒化石燃料而來。該委員會報告於終結時指出，人類活動會越過活動發生所在地之外，而產生重大的全球影響。 “人類在不知不覺中正在做一項巨大的地球物理實驗”。
諾貝爾獎得獎者，美國原子能委員會主席格倫·西奧多·西博格在1966年就氣候危機發出警告：“按照目前我們向大氣中排放二氧化碳的速度（每年60億噸），會在未來幾十年內導致大氣層的熱平衡發生足夠大的改變，而發生顯著的氣候變化 - 即使到那時我們在人工影響天氣計劃方面取得重大進展，也可能無法將這些變化控制住。”
國際斯坦福研究所於1968年為美國石油學會所做的一項研究指出：
如果地球溫度顯著升高，可能會發生許多事件，包括南極冰蓋融化、海平面上升、海洋變暖以及光合作用增強。 ... Roger Revelle指出，人類現在正在對其所處的環境（地球）進行大規模的地球物理實驗。幾乎可肯定到2000年會發生顯著的溫度變化，而導致氣候變化。
北約於1969年成為第一個在國際層面應對氣候變化的候選者。當時計劃在民用領域建立其研究和倡議中心，以處理酸雨和溫室效應等環境主題。美國總統理查·尼克森的建議，在當時德國總理庫爾特·喬治·基辛格執政下並非很成功。但是德國當局針對北約提案的主題和準備工作取得國際動力（例如1972年於斯德哥爾摩的聯合國人類環境會議發表的人類環境宣言），由後來的威利·布蘭特總理開始將其應用於民用領域。
同樣在1969年，俄羅斯氣候學家米哈伊爾·布迪科發表冰反照率反饋理論，這是當今所謂的極地放大效應的基礎要素。美國氣象學家威廉·D·謝勒於同年發表一個類似的模型。這兩項研究都引起極大的關注，因為它們暗示全球氣候系統內具有失控的正反饋可能性。

### 更多科學家加入變暖預測，1970年代

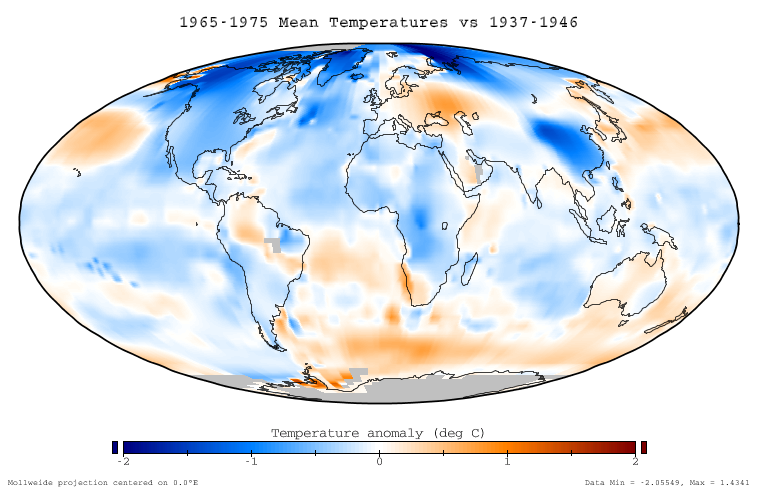
1965年至1975年時期的氣溫異常，許多地區的氣溫比1937年至1946年間平均溫度下降1至2度。但也有部份地區的溫度為上升。

在1970年代初期，有證據顯示世界的氣膠呈增加趨勢，全球溫度序列顯示會降低溫度，而促使美國大氣科學家雷德·布里森和一些其他人警告可能會發生嚴重降溫情況。這些科學家所提問題和擔憂引發對這種全球變冷因素的新一波研究。 與此同時，冰河時期的時機是由可預測的軌道周期決定，新的證據顯示氣候將在數千年內逐漸變冷。這一時期的幾個科學小組的研究結論是需要更多的研究來確定是否會變暖，或是變冷，這表明在科學文獻中尚未形成共識。但一項對1965年至1979年科學文獻的調查，發現針對未來一個世紀，有7篇文章預測會變冷，44篇預測會變暖（許多其他關於氣候的文章並未提出預測），在隨後的科學文獻中，變暖的受到更頻繁引用。對變暖和溫室氣體的研究受到更大重視，預測變暖的研究比預測變冷的研究多近6倍，表示多數科學家因為擔心變暖問題，而將注意力轉往溫室效應。
英國氣象學家約翰·索耶於1972年發表一篇名為《人為二氧化碳與溫室效應（Man-made Carbon Dioxide and the "Greenhouse" Effect）》的研究報告。他總結當時的科學知識、二氧化碳溫室氣體的人為歸因、分佈和指數型上升，這些發現至今仍然有效。此外，他還準確預測1972年至2000年間全球變暖的速度。
因此預計到本世紀末，二氧化碳會增加25%，相當於世界溫度會增加0.6°C - 這個數字比近幾個世紀的氣候變率略大。 –約翰·索耶，1972年
在1970年代初編制的第一批人造衛星記錄顯示北半球的冰雪覆蓋正在增加，促使人們進一步審視全球變冷的可能性。J·莫瑞·米切爾於1972年將其全球溫度重建更新，仍顯示會繼續變冷。但科學家們確定米切爾觀察到的降溫並非全球現象。全球平均值正在發生變化，部分原因是亞洲和北美洲部分地區在1972年和1973年曾經歷過異常嚴寒的冬季，但這些變化主要局限於北半球。在南半球所觀察到卻是相反的趨勢。但嚴冬將全球變冷的問題推入公眾的視野。 
當時的主流新聞媒體把少數預測即將降溫的警告誇大。例如在1975年，《新聞週刊》雜誌發表一篇題為“正在冷卻的世界”的報導，警告“地球氣候模式開始發生變化的不祥跡象”。 這篇文章借鑒北半球地區不斷增加的冰雪的研究記錄，以及雷德·布里森的擔憂和主張，即氣膠導致的全球降溫將超越二氧化碳的變暖。文章繼續指出全球變冷的證據如此強烈，以至於氣象學家“很難跟得上去了解”。 《新聞週刊》於2006年10月23日發布一條更新消息，稱其“對世界近期未來的表達大錯特錯”。但這篇文章和其他類似文章已在公眾在氣候科學的看法中產生長遠的影響。
    ... 如此快速的氣候波動對環境可能會產生災難性的影響，因此須對此前所未有的重要和艱鉅的影響進行評估。快速的氣候變化會導致大規模的作物歉收，而此時世界人口的成長已讓農業生產力達到極限。

這種預示新冰河時期來臨的媒體報導導致人們相信它們是科學家之間的共識，而科學文獻並未將其反映。隨著科學觀點明顯支持全球變暖，公眾開始對科學的可信度展現質疑的態度。由於科學家對全球變冷的看法是錯誤的，因此對全球變暖的看法也可能是錯誤的，這一論點被一位《時代雜誌》的作者布萊恩·沃爾什（Bryan Walsh）稱為“冰河時期謬論（Ice Age Fallacy）”。
在1972年和1974年發表的前兩份“羅馬俱樂部報告”中，提到二氧化碳增加和廢熱引起的人為氣候變化。關於後者，被第一份羅馬俱樂部報告引用的美國科學家約翰·霍爾德倫發表的一項研究報告，其中寫道，“全球熱污染幾乎不是我們最直接的環境威脅。但如果我們有幸避開其他所有威脅，熱污染將會是所餘中最無情的部分”。最近已經達成簡單的全球估計，同時通過更精細的模型計算加以證實，顯示如果無法把廢熱污染的成長率強力減少（從1973年的平均2%），其在2100年後將會在全球變暖產生顯著的影響。
全球變暖的證據在累積中。真鍋淑郎和理查德·韋瑟拉德開發一個三維全球氣候模式，能大致準確表達出當前的氣候。模型大氣中的二氧化碳增加一倍，會讓全球溫度升高大約2°C。其他幾種電腦模型都產生類似的結果：當建立一個模型，輸入類似於實際氣候的資料，當二氧化碳濃度增加時，溫度不可能不升高。
而另一方面，英國籍地質學家及古氣候學家尼古拉斯·沙克爾頓及其同事於1976年發表的對深海岩芯的分析顯示，對冰河時期時機的主要影響來自10萬年的米蘭科維奇循環變化（參見十萬年問題）。這種發現出乎科學界意料之外，因為在那個週期中太陽輻射的變化很小。結果強調的是氣候系統受到反饋驅動，因此極易受到微小條件變化的影響。
吉米·卡特總統的首席科學顧問弗蘭克·普萊斯在1977年發表的一份備忘錄（見引文框）警告說，發生災難性氣候變化的可能性很大。但其他問題 - 例如已知的污染物對健康的危害，以及避免依賴外國的能源供應 - 似乎更為緊迫。當時美國能源部長詹姆斯·施萊辛格表示，“對此問題的政策影響仍然存有不確定性，無法保證總統會參與和發佈政策”，化石燃料行業藉此開始對氣候科學投下存疑的種子。
由世界氣象組織在1979年籌辦的世界氣候大會（2月12日至23日），所得結論：“大氣中二氧化碳含量增加，有可能導致低層大氣逐漸變暖，特別是在高緯度地區。......有可能在本世紀末之前檢測到區域性和全球性的一些影響，並在下個世紀中葉前變得顯著。”
美國國家科學院於1979年7月發表一份報告，部分總結如下：
假設大氣中的二氧化碳含量翻倍，且達到統計熱平衡時，更為實際的建模工作所預測的全球地表變暖程度會介於2°C和3.5°C之間，高緯度地區的增幅更大。 ......我們已盡力，且未發現有被遺漏、忽視或是低估的任何物理效應，而這些物理效應能在大氣二氧化碳濃度加倍後仍能減少氣候變化影響到可忽略不計的比例，或是完全將之逆轉。
在卡特總統離任前一週，白宮環境品質委員會 (CEQ) 發布一份報告，其中包括一項將全球平均溫度限制在比第一次工業革命之前水平僅高出2°C的建議。此目標被列入2015年的《巴黎協定》之內。

### 共識開始形成，1980-1988

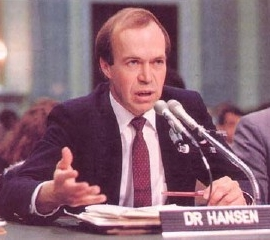
詹姆斯·漢森在1988年於美國參議院作證，使用global warming描述全球變暖現象後，讓這個術語更為流行。

從1945年到1975年的全球輕微降溫趨勢已在1980年代初期停止。由於環境立法和改變燃料使用，許多地區的氣膠污染已經減少，而顯現當二氧化碳水平逐漸增加時，氣膠的冷卻效果就不會顯著增加。
研究人員J. D. Hansen等人於1981年發表研究報告“大氣中二氧化碳增加對氣候的影響（Climate impact of increasing atmospheric carbon dioxide）”，指出：
表明人為二氧化碳變暖應該在本世紀末從自然氣候變率的噪音水平中凸顯出來，並且在1980年代有高概率的變暖。 在21世紀對氣候的潛在影響包括在北美洲和中亞形成乾旱易發地區（氣候帶轉變）、南極西部冰蓋的侵蝕導致全球海平面上升，以及傳說中的北極西北航道中航行成為可能。
瑞士籍氣候學家漢斯·厄施格、丹麥籍古氣候學家丹司葛德和合作者於1982年於格陵蘭所鑽探的冰芯，揭示在遙遠的過去一個世紀之內曾發生過劇烈的溫度振盪。他們記錄中最顯著的變化與劇烈的新仙女木期氣候振盪對應，當時整個歐洲湖床的花粉類型均發生變化。顯然在人類有生之年，發生劇烈的氣候變化是有可能。
1973年，英國科學家詹姆士·洛夫洛克推測氫氟碳化物 (CFC) 可能會導致全球變暖。 1975年，美國科學家V. Ramanathan發現CFC分子吸收紅外線輻射的效率是二氧化碳分子的10,000倍，雖然大氣中的CFC濃度非常低，但變得很重要。雖然早期大多數研究CFC的工作都集中在其對臭氧消耗中的作用，但到1985年，Ramanathan和其他人顯示CFC與甲烷和其他微量氣體對氣候的影響，幾乎與二氧化碳增加同樣重要。換句話說，全球變暖的速度將是從前預期的兩倍。

從1980年代起，全球任何10年的平均氣溫幾乎均高於之前10年的平均氣溫。

1985年，聯合國環境署/世界氣象組織/國際科學聯盟舉行關於“評估二氧化碳和其他溫室氣體在氣候變化和相關影響中的作用”的聯合會議，結論是溫室氣體“預計”將在下個世紀引發顯著變暖，其中一些變暖將無法避免。
與此同時，法國-蘇聯團隊在南極沃斯托克站鑽取的冰芯顯示，在過去冰河時期，二氧化碳和溫度在大幅波動中一起上下波動。這以完全獨立於電腦模型的方式證實二氧化碳與溫度的關係，把正在形成的科學共識更為強化。研究結果還指出有強大的生物和地球化學反饋。
美國科學家詹姆斯·漢森於1988年6月做出首批評估之一，結論為人為引發的變暖已對全球氣候產生可衡量的影響。不久之後，“多倫多大氣變化會議}}聚集數百名科學家和其他人，會議的結論認為由於人類污染造成的大氣層變化“對國際安全構成重大威脅，並且已對全球許多地區產生有害的後果”，並宣佈應該推動減少全球到2005年的排放，達到比1988年水平低20%的程度。
1980年代，在應對全球環境挑戰方面取得重大突破。 《維也納公約》（1985年）和《蒙特婁議定書》（1987年）的簽訂，以減輕大氣層臭氧消耗的速率。而調控酸雨的行動主要經由國家和地區層面進行。

### 科學家間共識增加：1988年迄今

導致氣候變化歸因的科學共識：在2010-2015年期間對科學家進行氣候變化成因調查，發現具有越高專業知識的人，共識程度也越高。在2019年所做的調查，共識率達到100%，在2021年所做的調查，共識率超過99%。另一在2021年所做的調查，有98.7%的受訪者認為人類活動是讓地球變暖的主因。

1988年，世界氣象組織經聯合國環境署的支持，成立政府間氣候變化專門委員會（IPCC）。 這個組織的工作一直持續到今天，並發布一系列評估報告和補充報告，每隔5到6年將編寫當期報告時的科學認識狀況做詳細描述。在1990年（IPCC第一次評估報告）、1995年（IPCC第二次評估報告）、2001年（IPCC第三次評估報告）、2007年（IPCC第四次評估報告）2013年/2014年（IPCC第五次評估報告）。和2021年的IPCC第六次評估報告
。於2001年發表的報告首次肯定指出，觀察到的全球溫度升高“可能（likely）”是由於人類活動所造成。結論尤其受到所謂的曲棍球棒形狀圖的影響，該圖顯示史上溫度的突然上升與溫室氣體排放量的增加同時發生，以及對海洋熱含量變化的觀察，其“特徵”與電腦模型演算的溫室氣體暖化作用結果相匹配。到2021年的報告發佈時，科學家們掌握到更多的證據。最重要的是在遙遠過去幾個時代的古溫度測量值，以及自19世紀中葉以來的溫度變化記錄，可以與二氧化碳的測量值相匹配，為超級電腦的模擬演算提供獨立的確認。
這些發展在很大程度上仰賴全球龐大數量的觀測計劃。對歷史和現代氣候變化的研究從1990年起已迅速擴展。國際間協調工作由世界氣候研究計劃（成立於1980年）提供，此組織逐漸著重為IPCC報告提供資料。全球海洋觀測系統、綜合碳觀測系統和NASA的地球觀測系統等測量網絡能監測持續變化的原因及影響。研究範圍也被擴大，將地球科學、行為科學、經濟學和氣候安全等許多領域加以聯繫。

### 術語發展
本節摘自氣候變化#Terminology。
在1980年代之前，當尚不清楚增加的溫室氣體的變暖效應（溫室效應）是否強於空氣中懸浮微粒的降溫效應時，科學家們使用“不經意的氣候改變（inadvertent climate modification）”來指代人類對氣候的影響。
在20世紀80年代，全球變暖（global warming）和氣候變化（climate change）這兩個名詞變得更為普遍。但此兩者有時可互換使用，從科學上講，全球變暖僅指地表加速變暖，而氣候變化描述地球氣候系統變化的總體情況。全球變暖（早在1975年就已使用）經NASA氣候科學家詹姆斯·漢森在1988年美國參議院的證詞中使用後，成為更流行的術語。 自2000年代起，氣候變化的使用有所增加。氣候變化也可更廣泛指代人類引起的變化或整個地球歷史上的自然變化。 
許多科學家、政治家和媒體現在使用氣候危機（climate crisis）或氣候緊急狀況（climate emergency）來談論氣候變化和全球升溫（global heating），而非全球變暖。